# Johan Gerard Bellaar Spruyt
Johan Gerard Bellaar Spruyt (Utrecht, 13 februari 1873-Sint Elisabeth Ziekenhuis (Leiden), 13 december 1929) was een Nederlands wetenschapper. Zijn bijnaam luidde de "Elektrodiplomaat".
Hij werd geboren binnen het gezin van hoogleraar Cornelis Bellaar Spruyt en Sara Hendrica Heuvelink. Hijzelf huwde Geertruida Adriana Elisa Verdam.
Hij kreeg zijn wetenschappelijke opleiding aan de Technische Hogeschool in Hannover, waar hij in 1897 afstudeerde. Zijn belangstelling ging uit naar elektrotechnische onderwerpen. Hij ging werken bij de gelijkstroomcentrale te Haarlem. De kleine centrale boeide hem niet en hij vertrok naar Limburg, waar hij kwam te werken bij de Maatschappij tot stroomverkoop der Limburgsche Staatsmijnen. Hij zorgde er deels voor dat de elektriciteitsvoorziening in Limburg van de grond kwam. 
Hij was voorts werkzaam in allerlei commissies etc. In 1914 werd hij voorzitter van de Vereeniging van Directeuren van Electriciteitsbedrijven in Nederland. Hij was ook lid van de Raad van Toezicht op de provinciale bedrijven van Noord-Holland en de Staatscommissie tot advies van de elektriciteitsvoorziening van Nederland. Hij was commissaris van een vroege versie van KEMA (N.V. tot keuring van Electrotechnische Materialen); voorzitter van het Verbond voor Electrotechnische Handel en Industrie (Vehi) etc. etc.
Hij was officier in de Orde van Oranje-Nassau, Kroonorde van België, officier de L'Instruction Publique en ridder eerste klasse der Orde van Vasa.